# Cantonul Barneville-Carteret
Cantonul Barneville-Carteret este un canton din arondismentul Cherbourg-Octeville, departamentul Manche, regiunea Basse-Normandie, Franța.

## Comune
| Comune                      | Populație (1999) | Cod poștal | Cod INSEE |
| --------------------------- | ---------------- | ---------- | --------- |
| Barneville-Carteret         | ...              | 50270      | 50031     |
| Baubigny                    | ...              | 50270      | 50033     |
| Fierville-les-Mines         | ...              | 50580      | 50183     |
| La Haye-d'Ectot             | ...              | 50270      | 50235     |
| Le Mesnil                   | ...              | 50580      | 50299     |
| Les Moitiers-d'Allonne      | ...              | 50270      | 50332     |
| Portbail                    | ...              | 50580      | 50412     |
| Saint-Georges-de-la-Rivière | ...              | 50270      | 50471     |
| Saint-Jean-de-la-Rivière    | ...              | 50270      | 50490     |
| Saint-Lô-d'Ourville         | ...              | 50580      | 50503     |
| Saint-Maurice-en-Cotentin   | ...              | 50270      | 50522     |
| Saint-Pierre-d'Arthéglise   | ...              | 50270      | 50536     |
| Sénoville                   | ...              | 50270      | 50572     |
| Sortosville-en-Beaumont     | ...              | 50270      | 50577     |